# Ларссон, Руне
Руне Ларссон (швед. Karl Rune Larsson; 17 июня 1924, Стокгольм, Швеция — 17 сентября 2016, Симрисхамн, Швеция) — шведский легкоатлет, бронзовый призер летних Олимпийских игр в Лондоне (1948) в эстафете 4×400 м.

## Биография
Выступал за легкоатлетический клуб UoIF Matteus-Pojkarna из Стокгольма.
В 1946—1951 гг. шесть раз становился чемпионом Швеции на 400-метровке с барьерами и дважды выигрывал забеги на 400 м (1947 и 1948). На международных соревнованиях дебютировал на чемпионате Европы по легкой атлетике в Осло (1946), где с результатом 52,5 сек. завоевал бронзовую медаль.
На летних Олимпийских играх в Лондоне (1948) завоевал две бронзовых медали: на дистанциях 400 м и 400 м с барьерами. В составе шведского эстафетного квартета стал третьим на континентальном первенстве в Брюсселе (1950) в забеге 4×400 м. На летних Олимпийских играх в Хельсинки (1952) участвовал в забеге на 400 метров, но не прошел дальше полуфинала. 
В 1951 г. был награжден Золотой медалью «за самый значительный шведский спортивный успех года».